# Фальковская, Вероника
Вероника Фальковская (пол. Weronika Falkowska; род. 17 июня 2000, Варшава) — польская профессиональная теннисистка. Финалистка одного турнира WTA и победительница трёх турниров WTA 125 в парном разряде; победительница 31 турнира ITF (8 — в одиночном разряде).
С 2023 года Фальковская представляет Польшу на Кубке Билли Джин Кинг, где её рекорд W/L: 1—2.

## Общая биография
Родилась 17 июня 2000 года в Варшаве, в Польше.

## Спортивная карьера
В 2018—2024 годах стала победительницей трёх турниров WTA 125 и двадцати трёх турниров ITF в парном разряде.
И в 2021—2024 годах стала победительницей ещё восьми турнира ITF в одиночном разряде.

### 2023—2024
В июле 2023 года вместе с соотечественницей Катажиной Питер стала финалисткой турнира категории WTA 250 WTA Poland Open в Варшаве (Польша), где они в финале парного разряда проиграли Хезер Уотсон и Янине Викмайер со счётом 4-6, 4-6.
В июле 2024 года вместе с соотечественницей Мартиной Кубка стала победительницей турнира WTA 125 Polish Open в Варшаве (Польша), где они в финале парного разряда победили Селин Неф и Нину Стоянович со счётом 6-4, 7-6(7-5).

## Итоговое место в рейтинге WTA по годам
| Год  | Одиночный рейтинг | Парный рейтинг |
| 2024 | 536               | 175            |
| 2023 | 325               | 93             |
| 2022 | 249               | 145            |
| 2021 | 388               | 429            |
| 2020 | 770               | 458            |
| 2019 | 930               | 496            |
| 2018 | 1224              | 982            |